# Anthony Kenny

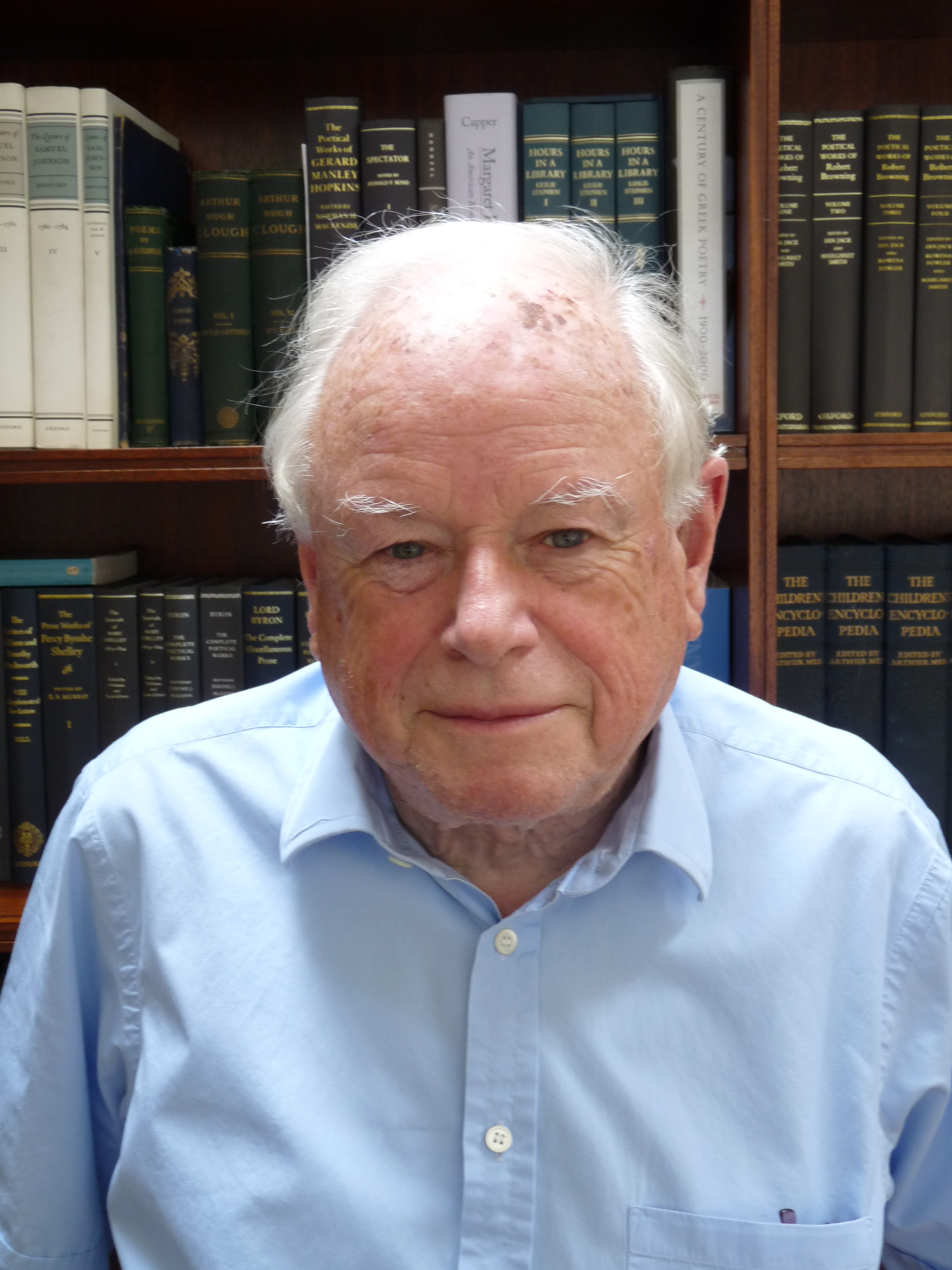
Anthony Kenny (2010)

Sir Anthony John Patrick Kenny  (* 16. März 1931 in Liverpool) ist ein englischer Philosoph und Philosophiehistoriker.

## Leben
Anthony Kenny wuchs bei seiner alleinerziehenden Mutter auf und wurde von seinem Onkel Alexander Jones, einem Gelehrten und Priester, gefördert. Unter dessen Einfluss entschloss er sich, Priester zu werden. Er studierte Philosophie und Theologie am Päpstlichen Englischen Kolleg in Rom. Dort wurde er 1955 zum Priester geweiht. Er promovierte 1961 zum Ph.D. (Doktor der Philosophie) am Balliol College der University of Oxford und war danach bis 1963 als wissenschaftlicher Assistent an der Universität von Liverpool tätig. Zugleich war er von 1959 bis 1963 katholischer Gemeindepfarrer in Liverpool.
1963 wurde Kenny durch einen Entscheid des Papstes („päpstliches Fiat“) in den Laienstand versetzt, jedoch nicht vom Versprechen des Zölibates dispensiert. Infolgedessen wurde er nach seiner Heirat mit Nancy Gayley 1965 exkommuniziert.
Seit den späten 1960er Jahren betrachtet sich Kenny als Agnostiker. In der Folgezeit war er an verschiedenen Einrichtungen und in verschiedenen Funktionen an der Universität Oxford tätig, zunächst als Tutor, dann als Lektor und schließlich als Professor. Von 1984 bis 2001 war er Prorektor (Pro-Vice Chancellor) dieser Universität, an der er nunmehr Emeritus ist.
In Deutschland ist seine vierbändige Geschichte der Philosophie (2012) verbreitet, die in der Moderne völlig ohne die Kritische Theorie oder Habermas auskommt.

## Ehrungen
1992 wurde Anthony Kenny von Königin Elizabeth II. zum Knight Bachelor geschlagen. Er ist Mitglied zahlreicher nationaler und internationaler wissenschaftlicher Akademien und Gesellschaften, darunter seit 1993 der American Philosophical Society und seit 2003 der American Academy of Arts and Sciences. Von 1989 bis 1993 war er Präsident der British Academy. In den Jahren 2006 bis 2009 war er Präsident des Royal Institute of Philosophy. Seit 1991 ist er Mitglied der Academia Europaea.

## Werke
- Action, Emotion and Will. Routledge, London 1963, ISBN 0-415-30374-5.
- Responsa Alumnorum of English College. Rome, 2 vols, 1963.
- Descartes. 1968.
- The Five Ways: St. Thomas Aquinas’ proofs of God’s existence. Routledge, London 1969, ISBN 0-415-31845-9.
- Wittgenstein. The Penguin Press, Harmondsworth 1973, ISBN 0-14-021581-6.
- The Anatomy of the Soul. 1974.
- Will, Freedom and Power. Barnes & Noble Books, New York 1975, ISBN 0-06-493639-2.
- The Aristotelian Ethics: A study of the relationship between the Eudemian and Nicomachean ethics of Aristotle. Clarendon Press, Oxford 1978, ISBN 0-19-824554-8.
- The god of the Philosophers. OUP, Oxford 1979, ISBN 0-19-824594-7.
- Aquinas. Hill and Wang, New York 1980, ISBN 0-8090-2724-0.
- The Computation of Style: An introduction to statistics for students of literature and humanities. Pergamon Press, Oxford/New York 1982, ISBN 0-08-024282-0.
- A Path from Rome: An autobiography. Oxford University Press, Oxford 1986, ISBN 0-19-283050-3.
- God and Two Poets: Arthur Hugh Clough and Gerard Manley Hopkins. Sidgwick & Jackson, London 1988, ISBN 0-283-99387-1.
- The Self. Marquette University Press, Milwaukee 1988, ISBN 0-87462-155-0.
- The Metaphysics of Mind. 1989.
- The Oxford Diaries of Arthur Hugh Clough. 1990.
- Mountains: an anthology. John Murray, London 1991, ISBN 0-7195-4639-7.
- What is Faith? Essays in the philosophy of religion. OUP, Oxford 1992, ISBN 0-19-283067-8.
- Aristotle on the Perfect Life. Clarendon Press, Oxford 1993, ISBN 0-19-824017-1.
- Aquinas on Mind. Routledge, London/New York 1993, ISBN 0-415-04415-4.
- Hrsg.: The Oxford History of Western Philosophy. Oxford University Press, Oxford 1994, ISBN 0-19-824278-6.
- A Brief History of Western Philosophy. Blackwell, Malden, Mass. 1997, ISBN 0-631-20132-7.
- Essays on the Aristotelian Tradition. 2001.
- Aquinas on Being. Clarendon Press, Oxford 2002, ISBN 0-19-823847-9.
- Ancient Philosophy : A New History of Western Philosophy, v. 1. Clarendon Press, Oxford 2004, ISBN 0-19-875273-3.
- Arthur Hugh Clough: A poet’s life. Continuum, London/New York 2005, ISBN 0-8264-7382-2.
- Medieval Philosophy: A New History of Western Philosophy, v. 2 OUP, 2005, ISBN 0-19-875275-X.
- The Unknown God: Agnostic Essays. Continuum, 2005, ISBN 0-8264-7634-1.
- What I Believe. Continuum, London/New York 2006, ISBN 0-8264-8971-0.
- The Rise of Modern Philosophy: A New History of Western Philosophy, v. 3 OUP, 2006, ISBN 0-19-875277-6.
- mit C. Kenny: Life, Liberty, and the Pursuit of Utility. Imprint Academic, 2006, ISBN 1-84540-052-6.
- Philosophy in the Modern World: New History of Western Philosophy v. 4. OUP, 2007, ISBN 978-0-19-875279-0.
- mit R. Kenny: Can Oxford be Improved? Imprint Academic, 2007, ISBN 978-1-84540-094-1.
- A New History of Western Philosophy. Clarendon Press, Oxford 2010, ISBN 978-0-19-958988-3.
  - Geschichte der abendländischen Philosophie. 4 Bände: Antike – Mittelalter – Neuzeit – Moderne. Wiss. Buchgesellschaft, Darmstadt 2012, ISBN 978-3-86312-339-0.
- A Life in Oxford. John Murray, London 1997, ISBN 0-7195-5061-0. (Autobiografie über den Weg von Rom nach Oxford)